# Льоренс, Рамон
Рамон Льоренс Пуядас (кат. Ramon Llorens i Pujadas; 1 ноября 1906, Барселона — 4 февраля 1985, Барселона) — испанский футболист, вратарь и тренер. В Испании существует футбольный клуб, названный в честь Льоренса «Блауграна Рамон Льоренс».

## Карьера

### Игрок

Рамон Льоренс (верхний ряд, четвёртый) в финале Кубка Испании 1928 года.

Рамон Льоренс родился и вырос в Каталонии. Воспитанник футбольного клуба «Барселона». Всю профессиональную карьеру игрока провёл в родной команде. В составе сборной Каталонии сыграл 7 матчей. Был активным участником Гражданской войны в Испании на стороне республиканцев. Принимал участие в военных действиях во время Арагонской операции. В 1938 году вынужден завершить футбольную карьеру из-за полученного ранения.
Официально является самым низким вратарём в истории футбольного клуба «Барселона».

### Тренер
После завершения карьеры игрока Рамон остаётся в футбольном клубе «Барселона» в роли селекционера. В 1950 году Рамон станет главным тренером «Барсы». Под его руководством команда сыграет 11 матчей (6 побед, 2 ничьи, 3 поражения). Благодаря работе Рамона Льоренса в команду попали такие талантливые футболисты как Густау Биоска и Эдуардо Манчон, в будущем ставшие лидерами «Барселоны».
15 июня 1952 года руководство «Барсы» организовывает футбольный матч в честь Рамона Льоренса. Каталонцы победили «Ниццу» со счётом 8-2. Рамон Льоренс Пуядас был частью футбольного клуба «Барселона» на протяжении 53 лет.

## Достижения
- «Барселона»
  - Обладатель Кубка Испании: 1928
  - Чемпион Испании: 1929
  - Обладатель Кубка Средиземноморской Лиги: 1937
  - Чемпион Каталонии: 1937/38